# Пимента лекарственная
Пиме́нта лека́рственная, или Пимента двудо́мная, или Яма́йский пе́рец (лат. Pimēnta diōica, или лат. Pimenta officinālis) — вид рода Пимента семейства Миртовые. Из плодов растения получают душистый перец.
Растение содержит эфирное масло, основными компонентами которого являются эвгенол, кариофиллен, цинеол, фелландрен.

## Синонимы
- Myrtus dioica L.
- Myrtus pimenta L.
- Pimenta officinalis Lindl.
- Pimenta pimenta (L.) H.Karst.
- Pimenta vulgaris Lindl.

## Распространение

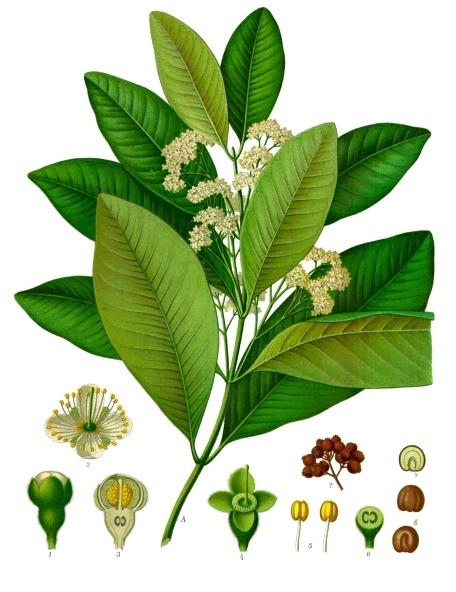

В качестве пряности душистый перец использовали ещё ацтеки, в Европе известен со времён Колумба. Своё название пимента получила от испанского слова pimenta - пряность. В диком виде растёт в Центральной Америке, культивируется в Индии, Южной Америке, на Кубе и на Ямайке.

## Ботаническое описание
Пимента лекарственная — вечнозеленое растение, высотой 10—20 м.
Листья сравнительно крупные, овальные и остроконечные.
Цветки небольшие, белые, в верхушечных соцветиях.
Плоды представляют собой ягоды сине-зелёного цвета.

## Значение и применение
Недозрелые плоды пименты лекарственной (лат. Fructus Pimentae) сушат для получения душистого перца, который быстро распространился в Европе и во многих случаях заменил перец чёрный. В нём сочетаются ароматы корицы, чёрного перца, мускатного ореха и гвоздики. Запах его пряный, вкус остропряный, жгучий. Пользоваться им необходимо осторожно, поскольку это сильная пряность. Душистый перец не только придаёт блюдам аромат, но и меняет их вкус.
Используется для приготовления различных видов мяса, главным образом баранины, подливок и других блюд. Перец душистый хорошо дополняет овощные блюда, рыбу, салаты из рыбы, соусы к дичи, овощные супы, студень, консервированные овощи. Используется он и для приготовления различных маринадов, пудингов, печенья, пирогов. В небольшом количестве придаёт своеобразный вкус фруктовым компотам. Им можно обогатить вкус специальных соусов.
Применение душистого перца как пряно-ароматической добавки способствует устранению метеоризма.
В незрелых высушенных плодах содержится до 4 % эфирного масла, в котором обнаружено 65—80 % эвгенола, цинеол, фелландрен и другие вещества. Сырьё используют в качестве антисептика.